# Schoorl
Schoorl es una población que forma parte del municipio de Bergen en la provincia neerlandesa de Holanda Septentrional, a unos 8 km al noroeste de Alkmaar. Hasta 2001, Schoorl era un municipio independiente.
Se encuentra situada entre el área pólder de Holanda Septentrional y las dunas Kennemer. La población es de unos 8 km de largo y nunca más ancha de 2 km, y está fuertemente protegida por las dunas más altas y anchas de los Países Bajos, que alcanzan sobre 54 m por encima del nivel del mar justo tras el centro de Schoorl, y tienen más de 5 km de anchura.
Schoorl es una población altamente turística en los veranos, y cuenta con unos 25 campings, la mayor concentración de los Países Bajos. Tiene una larga historia; antiguamente llamada Scorel, quedan restos de dos raadhuisjes (Cámara Municipal) del siglo XVII. El pintor neerlandés y evangelista Jan van Scorel es originario de la población.
El Meidenmarkt se celebra el lunes de Pentecostés y es la festividad anual más renombrada. La celebración es una tradición centenaria en la que los jóvenes del lugar pueden encontrar pareja, y tiene lugar en el klimduin, una duna ubicada en el centro de la población. Este klimduin es una vieja atracción centenaria, y muchos neerlandeses realizan sus visitas escolares allí.
En 2001, la población de Schoorl era de 2855 habitantes, que vivían en una zona construida de 0,84 km² y constaba de 1208 residencias. 
La más amplia zona demográfica «Schoorl con Bregtdorp» tenía una población de alrededor de 3420 habitantes.
La antigua municipalidad de Schoorl incluía también Aagtdorp, Catrijp, Groet y Camperduin, con alrededor de 6500 habitantes.  Schoorl era conocida hasta hace unos 200 años como Schorel, como aparece en antiguos mapas de Holanda Septentrional o los Países Bajos, y también era conocida como Schoreldam. El escudo de armas era el de San Miguel, encontrado en una tumba de unos mil años de antigüedad.